# DIK-1/1
DIK-1/1 è il reperto fossile di una giovane femmina di circa tre anni di Australopithecus afarensis, vissuta 3.3 milioni di anni fa, di cui state ritrovate numerose parti dello scheletro in buono stato di conservazione: il cranio quasi completo, il torso, le scapole e buona parte delle gambe. Il fossile è chiamato  comunemente Selam, che in amarico significa "pace".

## Scoperta
Selam è stata scoperta il 10 dicembre 2000 dal paleoantropologo etiope Zeresenay Alemseged e dal ricercatore etiope Tilahun Gebreselassie, presso il sito archeologico di Dikika, un sito archeologico preistorico che si trova nella bassa valle del fiume Auasc, patrimonio dell'umanità, per i diversi siti archeologici che vi sono stati ritrovati, nella regione degli Afar in Etiopia. L'annuncio della scoperta, frutto della collaborazione tra il Max Planck Institute e l'Università di Addis Abeba, fu dato il 20 settembre 2006 su Scientific American e la descrizione il giorno seguente su Nature.
Il primo reperto ritrovato fu il cranio, mentre lo scheletro si trovava inglobato in sedimenti di gres che hanno richiesto cinque anni di lavoro per portarlo alla luce. Il suo buono stato di conservazione è legato al fatto che esso fu rapidamente ricoperto di sedimenti a causa di un'inondazione, il che ha permesso la sua conservazione per oltre tre milioni di anni. Non è ovviamente noto se Selam fosse già morta al momento dell'inondazione.

## Caratteristiche
Lo scheletro di Selam permette di confermare le conoscenze già acquisite relativamente alla locomozione bipede degli australopitechi: la conformazione delle spalle e delle dita mostra che  si arrampicava agilmente sugli alberi per raccoglierne i frutti e si spostava prevalentemente su di essi, mentre quella del ginocchio le permetteva di camminare in posizione eretta, anche se non di correre. Questo tipo di locomozione "mista" era ben adattato all'ambiente dell'epoca, fatto di foreste e praterie, ma anche ricco di paludi come dimostrano i ritrovamenti di fossili di coccodrilli e ippopotami.